# آنا هیرتا-رتزیوس
آنا هیرتا-رتزیوس (انگلیسی: Anna Hierta-Retzius; ۲۴ اوت ۱۸۴۱ – ۲۱ دسامبر ۱۹۲۴) نیکوکار اهل سوئد بود.

## زندگی‌نامه
آنا هیرتا-رتزیوس در خانواده‌ای روشنفکر و بانفوذ به دنیا آمد. پدرش لارس یوهان هیرتا بنیان‌گذار روزنامهٔ آفتونبلادت و از چهره‌های تأثیرگذار در جنبش‌های آزادی‌خواهانهٔ سوئد بود و مادرش ویلهلمینا فرودینگ (۱۸۰۵–۱۸۷۸) علاقه‌مند به فعالیت‌های نوع‌دوستانه و خیریه بود. این فضای روشنفکرانه، با حضور همیشگی هنرمندان، نویسندگان و سیاست‌مداران در خانه‌شان، از آنا زنی پرشور در مسیر اصلاحات اجتماعی ساخت. گفته شده است که او در تلاش بود تا انتظارات پدرش را برآورده کند، حتی اگر این انتظارات بیشتر در مورد یک فرزند پسر بود.
او در سال‌های ۱۸۵۹ تا ۱۸۶۱ در دورهٔ Lärokursen för fruntimmer (دورهٔ آموزشی برای بانوان) در استکهلم تحصیل کرد؛ دوره‌ای که در پاسخ به بحث‌های پیرامون آموزش زنان، پس از انتشار رمان هرتا اثر فردریکا برمر، برگزار شده بود و در نهایت به تأسیس مدرسهٔ عالی تربیت معلم زنان انجامید. آنا از نخستین زنانی بود که به آموزش رسمی در علوم طبیعی دست یافت و این آموزش، انگیزهٔ او را برای ورود به عرصهٔ اصلاحات اجتماعی تقویت کرد.
پس از پایان تحصیلات، آنا فعالیت خود را به‌عنوان آموزگار در مدرسهٔ یکشنبه‌ای آغاز کرد که سوفی آدلرشپار در سال ۱۸۶۲ بنیان نهاده بود. در سال ۱۸۶۴، مدرسهٔ شبانه‌ای ویژهٔ دختران کارگر با عنوان Torsdagsskolan تأسیس کرد و در آن، آموزش‌هایی در زمینه‌های خواندن، نوشتن، علوم طبیعی، تاریخ، جغرافیا، و کار با سوزن ارائه می‌داد. او همچنین کتابخانه و بانکی برای زنان در همین مکان ایجاد کرد. همراه با سوفی آدلرشپار و فردریکا لیم‌نل، سالن مطالعه‌ای برای زنان با عنوان Stockholms läsesalong پایه‌گذاری کرد که از نمونه‌های بریتانیایی الهام گرفته شده بود.
در سال ۱۸۶۹، برای بازدید از کالج زنان ژول سیمون به پاریس سفر کرد و سال بعد، Bikupan را بنیان نهاد؛ محلی برای فروش صنایع دستی زنان. این مؤسسه در نمایشگاه جهانی ۱۸۷۳ وین نیز شرکت کرد. آنا علاقه‌مند به اصلاح نظام آموزشی زنان بود و در دههٔ ۱۸۶۰، نشست‌های عمومی برای بحث پیرامون اصلاحات آموزشی زنان برگزار کرد. همچنین در آغاز دههٔ ۱۸۷۰، دو رقابت عمومی ترتیب داد که به موضوعاتی چون دلایل ضعف جسمانی زنان و شیوه‌های پرورش و آموزش دختران اختصاص داشت و توجه زیادی را برانگیخت.
آنا منتقد مدارس دخترانه بود و از آموزش مختلط حمایت می‌کرد. او حامی کارل ادوارد پالمگرن و مدرسهٔ Praktiska arbetsskolan (مدرسهٔ کار عملی) بود و در این مدرسه، دروس ورزش و آشپزی را برای بهبود سلامت دانش‌آموزان وارد برنامه کرد. همچنین در زمینهٔ بهداشت، در دههٔ ۱۸۶۰ پیشنهاد وارد کردن تربیت‌بدنی به برنامه‌های آموزشی دختران را به مدرسهٔ عالی تربیت معلم زنان ارائه داد و در سال ۱۸۸۰، موزهٔ تربیت‌بدنی استکهلم را بنیان نهاد که در سال ۱۸۹۲ به شهر اهدا کرد.
در زمینهٔ حقوق زنان، آنا از پیشگامان بی‌چون‌وچرای سوئد بود. در سال ۱۸۷۳ که ورود زنان به دانشگاه‌ها قانونی شد، آنا به همراه خواهرش هدویگ، صندوقی برای بورسیهٔ دانشجویان زن ایجاد کرد. همان سال، با الن آنکارسورد، انجمن حقوق مالکیت زنان متأهل را بنیان نهادند؛ نخستین سازمان مدافع حقوق زنان در سوئد. آنا تحت تأثیر پدرش که در مسئلهٔ حقوق قانونی زنان متأهل بارها به پارلمان درخواست داده بود، این انجمن را ایجاد کرد تا میراث پدرش را ادامه دهد. تنها یک سال پس از تأسیس، موفق شدند قانونی را به تصویب برسانند که به زنان متأهل اجازهٔ کنترل درآمد خود را می‌داد، هرچند قیمومت آنان همچنان باقی ماند.
در سال ۱۸۸۷، این انجمن با برگزاری کارزاری، زنان مالیات‌دهنده را که حق رأی در انتخابات شهری داشتند، تشویق به مشارکت در انتخابات کرد. همچنین برای دستیابی زنان به حق انتخاب شدن در شوراهای مدرسه و نهادهای اجتماعی تلاش کرد. با وجود آنکه آنا با ادغام انجمنشان در انجمن فردریکا برمر (FBF) مخالف بود، پس از ادغام از آن حمایت کرد.
آنا هیرتا-رتزیوس در حوزه‌های دیگر نیز فعال بود؛ از جمله در انجمن اصلاح پوشش سوئد مشارکت داشت و از سهام‌داران اصلی آفتونبلادت بود. او ماریا سدرشیولد را که از پیشگامان روزنامه‌نگاری زنان بود، به استخدام این روزنامه درآورد.
او از ۱۸۹۹ تا ۱۹۱۱ رئیس شورای ملی زنان سوئد بود و در این مقام، در کنگره‌های بین‌المللی لندن (۱۸۹۹)، برلین (۱۹۰۴) و ژنو (۱۹۰۸) شرکت کرد. به‌واسطهٔ ابتکار عمل او در این شورا، بحثی در جامعه آغاز شد که در نهایت منجر به استخدام نخستین پلیس‌های زن در سوئد در سال ۱۹۰۸ شد.

## سال‌های پایانی زندگی

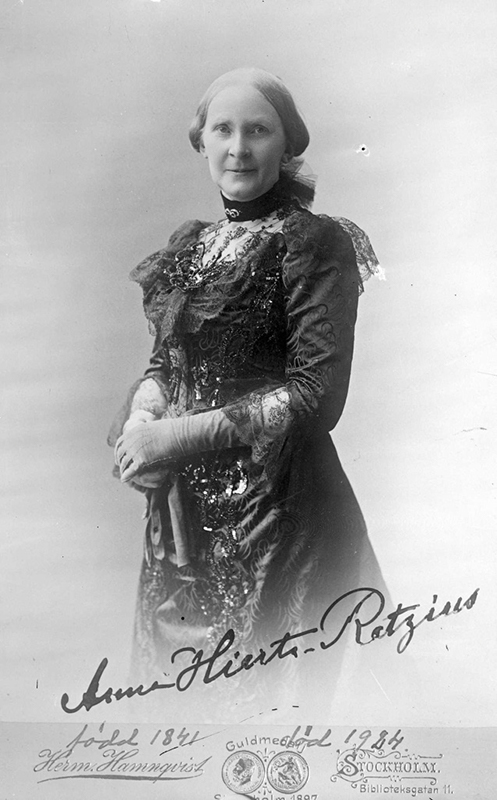
پرتره‌ای از آنا هیرتا-رتزیوس در سال‌های بعد از ۱۸۸۷

فعالیت‌های آنا هیرتا-رتزیوس در دههٔ ۱۸۸۰ وارد مرحله‌ای تازه شد. در این دوره، بحث‌های گسترده‌ای پیرامون اخلاق جنسی در جامعهٔ سوئد به راه افتاد؛ بحث‌هایی که به «مناظرهٔ جنسی دههٔ ۱۸۸۰» شناخته می‌شوند. در این فضا، ایده‌های تازه‌ای دربارهٔ عشق آزاد و روابط جنسی بی‌قید مطرح شد که توجه بسیاری از روشنفکران، نویسندگان و فعالان اجتماعی را به خود جلب کرد. با این حال، آنا در برابر این موج فکری تازه موضع‌گیری محافظه‌کارانه‌ای اتخاذ کرد و در مخالفت با این جریان، در جبههٔ مقابل چهره‌هایی چون الن کی قرار گرفت.
در همین دوران، دیدگاه‌های آنا دربارهٔ مسائل جنسی به‌طور محسوس محافظه‌کارانه‌تر شد. او به‌طور علنی خواستار سانسور بیشتر بر آثار ادبی و فیلم‌های سینمایی شد، و با آموزش جنسی و توزیع وسایل پیشگیری از بارداری به‌شدت مخالفت کرد. همین دیدگاه‌ها باعث شد تا در میان روشنفکران عصر خود، به‌عنوان شخصی خشک‌اخلاق و مدافع ارزش‌های محافظه‌کارانه شناخته شود؛ تغییری قابل توجه نسبت به مواضع پیشین او که در گذشته رادیکال و پیشرو تلقی می‌شدند.
علت این تغییر دیدگاه به رویدادی شخصی و تأثیرگذار نسبت داده می‌شود: کشف زندگی دوگانهٔ پدرش. آنا تا سال‌ها از این واقعیت بی‌خبر بود که پدرش، لارس یوهان هیرتا، سال‌ها در رابطه‌ای خارج از ازدواج با وندلا هبه، نویسنده و روزنامه‌نگار سرشناس، به‌سر می‌برده است. این رابطهٔ عاشقانهٔ پنهانی در زمان حیات والدینش از او مخفی نگاه داشته شده بود. اما پس از مرگ مادرش در سال ۱۸۷۸، آنا با واقعیت این خیانت آشنا شد و این آگاهی، برای او ضربه‌ای عمیق و دردناک بود. گفته شده است که این واقعه بحرانی درونی برای او پدیدآورد که در طول زمان، باعث تقویت گرایش‌های اخلاق‌گرایانه و محافظه‌کارانه‌اش شد.
در دهه‌های پایانی عمر، آنا بیش از پیش به مخالفت با جریان‌های فکری نوگرایانه روی آورد. در سال‌های آغازین سدهٔ بیستم، او به‌عنوان یکی از منتقدان جدی ادبیات نوین و رادیکال زمان خود شناخته می‌شد. نوشته‌ها و سخنرانی‌های او، اغلب علیه نویسندگان و آثاری بود که به باورش، با اصول اخلاقی جامعه در تضاد بودند. در سال ۱۹۱۲، حتی گامی فراتر نهاد و آشکارا با حق رأی زنان مخالفت کرد؛ موضعی که موجب شگفتی و ناامیدی بسیاری از فمینیست‌های هم‌عصرش شد، زیرا او خود سال‌ها در صف مقدم جنبش‌های زنان حضور داشت و از پیشگامان مبارزه برای حقوق مدنی و اجتماعی زنان به‌شمار می‌رفت.
با وجود این چرخش فکری، آنا هیرتا-رتزیوس در سطح ملی همچنان مورد احترام بود. در سال ۱۹۰۷، نشان ایلیس کوروم (Illis Quorum) به او اعطا شد؛ یکی از عالی‌ترین نشان‌های افتخار دولتی سوئد، که به شهروندانی تعلق می‌گیرد که خدمات برجسته‌ای به کشور انجام داده‌اند. این نشان به‌مثابهٔ تقدیر از دهه‌ها تلاش او در زمینهٔ آموزش، بهداشت، و حقوق زنان بود.
آنا تا واپسین سال‌های عمر خود، در فعالیت‌های اجتماعی و فرهنگی حضور داشت، هرچند گرایش‌های محافظه‌کارانه‌اش موجب فاصله گرفتن از جریان‌های نوین شد. با این حال، میراث او در بنیان‌گذاری نهادهای اجتماعی، ترویج آموزش برای دختران و کارگران، و مشارکت در شکل‌گیری سازمان‌های مدافع حقوق زنان، همچنان در تاریخ سوئد زنده و مؤثر باقی مانده است.